# Dieta baja en carbohidratos
Una dieta baja en carbohidratos o dieta baja en glúcidos es un tipo de dieta que restringe la ingesta de hidratos de carbono, por lo general para el control del peso o para el tratamiento de la obesidad y la diabetes. Los alimentos ricos en hidratos de carbono fácilmente digeribles (por ejemplo, azúcar, pan, pasta) son limitados o sustituidos por alimentos que contienen un mayor porcentaje de proteínas y grasas (por ejemplo, carne, aves de corral, pescado, mariscos, huevos, aguacates, queso, nueces, semillas) y otros alimentos bajos en hidratos de carbono (por ejemplo, la mayoría de las ensaladas vegetales). La cantidad de hidratos de carbono permitidos varía con las diferentes dietas bajas en carbohidratos.
Este tipo de dietas son a veces "cetogénicas" (es decir, que restringen la ingesta de hidratos de carbono lo suficiente como para causar cetosis). La fase de inducción de la dieta Atkins es cetogénica.

## Definición
El término "dieta baja en hidratos de carbono" se aplica generalmente a las dietas que restringen los hidratos de carbono a menos de 20% de la ingesta calórica, pero también puede referirse a las dietas que simplemente restrinjan o limiten los hidratos de carbono.
Volek sugiere una definición de una dieta baja en carbohidratos como aquella que consiste en menos de 130 gramos por día.

## Dieta baja en carbohidratos y salud humana
Las dietas bajas en carbohidratos están respaldadas por múltiples ensayos clínicos en humanos que demuestran mejoras consistentes en múltiples factores de riesgo establecidos asociados con la resistencia a la insulina y la enfermedad cardiovascular.
Estas se utilizan para tratar o prevenir ciertas enfermedades y condiciones crónicas, incluyendo enfermedades cardiovasculares, síndrome metabólico, hipertensión arterial y diabetes. Asimismo, muchas personas con enfermedad inflamatoria intestinal o trastornos gastrointestinales funcionales, como el síndrome del intestino irritable, emplean esta dieta u otras similares (como la dieta paleolítica o la dieta baja en FODMAP) para aliviar sus molestias digestivas. Puesto que se suprime o reduce el consumo de gluten, el alivio de los síntomas con esta dieta puede indicar la presencia de una sensibilidad al gluten no celíaca o de una enfermedad celíaca no reconocida y podría impedir o enmascarar su diagnóstico y correcto tratamiento, que es una dieta sin gluten de manera estricta y mantenida de por vida. Sin el tratamiento adecuado, la enfermedad celíaca puede provocar complicaciones de salud muy graves, entre las que cabe señalar diversos tipos de cáncer (tanto del aparato digestivo, con un incremento del riesgo del 60%, como de otros órganos), trastornos neurológicos y psiquiátricos, otras enfermedades autoinmunes y osteoporosis.